# Colin Farrell
Colin James Farrell (Dublino, 31 maggio 1976) è un attore irlandese.
È principalmente noto per i suoi ruoli nelle pellicole Minority Report (2002), Daredevil (2003), Alexander (2004), Miami Vice (2006), Sogni e delitti (2007), In Bruges - La coscienza dell'assassino (2008), 7 psicopatici (2012), The Lobster (2015), L'inganno (2017), Il sacrificio del cervo sacro (2017) e The Batman (2022), aggiudicandosi il suo primo Golden Globe per il sesto film citato. In ambito televisivo è conosciuto per il ruolo di Ray Velcoro nella serie televisiva antologica True Detective (2015).
Nel 2022 ha ottenuto il plauso di pubblico e critica per la sua performance nella pellicola Gli spiriti dell'isola, con il quale si è aggiudicato il Golden Globe per il miglior attore in un film commedia o musicale, la Coppa Volpi per la migliore interpretazione maschile, il National Board of Review Award al miglior attore, oltre a una candidatura al Premio Oscar come miglior attore, al Critics' Choice Award come miglior attore e due allo Screen Actors Guild Award come miglior attore cinematografico e miglior cast cinematografico. Nel 2024 ha ricevuto consensi per la sua interpretazione del Pinguino nella miniserie televisiva The Penguin, per il quale si è aggiudicato il suo terzo Golden Globe come miglior attore in una mini-serie o film per la televisione.

## Biografia
Nasce a Dublino, ultimogenito dei quattro figli di Eamon Farrell e di Rita Monaghan. Il padre è un ex calciatore che negli anni sessanta giocò negli Shamrock Rovers. Ha un fratello, Eamon jr., e due sorelle, Catherine e Claudine; quest'ultima lavora come sua assistente personale. All'età di 10 anni, si trasferisce con la famiglia a Castleknock, un quartiere residenziale alla periferia della capitale Irlandese.
La madre, nell'intento di dare un'educazione artistica al figlio, lo iscrive a un corso di danza; nel frattempo, il giovane insegue il sogno di diventare calciatore come il padre. Frequenta la St. Brigid's National School Castleknock, il Castleknock College e il Gormanston College.

### Primi ruoli
A 17 anni, decide di partecipare a un provino per entrare a far parte della boy band Boyzone, con la canzone Careless Whisper di George Michael, ma viene scartato. Lasciata la scuola, Farrell decide di trascorrere un anno in Australia, a lavorare come cameriere; durante il suo soggiorno, viene perfino arrestato per sospetto omicidio. Le autorità confermano tuttavia lo scambio di persona e dopo poche ore lo rilasciano.
Torna quindi in Irlanda, dove la passione per la recitazione prende il sopravvento: si iscrive alla Gaiety School of Acting di Dublino. Prima di concludere gli studi di recitazione, nel 1996, entra nel cast della serie televisiva inglese Ballykissangel. Grazie ai suoi primi lavori, viene notato da Tim Roth, che lo vuole per il suo debutto alla regia in Zona di guerra. A seguito di alcune rappresentazioni teatrali alla Donmar Warehouse di Londra, Kevin Spacey lo vuole al suo fianco nel film Un perfetto criminale. Ma è grazie al ruolo di Roland Bozz in Tigerland di Joel Schumacher, che Farrell entra nel mondo di Hollywood, e per lui si spiana la strada del successo.
Joel Schumacher lo rivuole come protagonista assoluto del film In linea con l'assassino, ruolo che gli consente di diventare, a soli 25 anni, uno degli attori più ricercati di Hollywood. Lavora con Bruce Willis in Sotto corte marziale, con Tom Cruise in Minority Report e con Ben Affleck in Daredevil, dove interpreta il suo primo ruolo del cattivo, quello del sadico assassino Bullseye. Sempre nel 2003 ottiene il ruolo di protagonista ne La regola del sospetto, collaborando con Al Pacino, che lo definisce "il migliore attore della sua generazione".

### Il successo

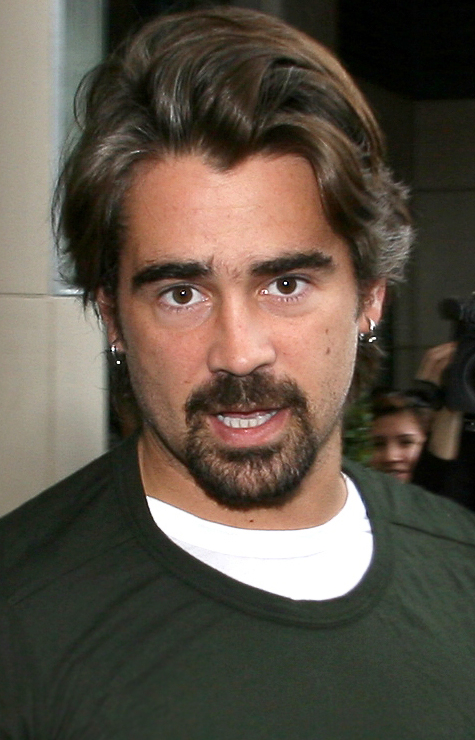
Colin Farrell al Toronto Film Festival nel 2007.

Negli anni successivi alterna lavori tra mega-produzioni e film indipendenti, da menzionare Una casa alla fine del mondo, il controverso Alexander di Oliver Stone e The New World - Il nuovo mondo di Terrence Malick.
Nel 2005 è apparso in un episodio della serie TV Scrubs - Medici ai primi ferri; lo stesso 2005 ha lavorato con Michael Mann nella versione cinematografica della serie televisiva Miami Vice, interpretando il ruolo di Sonny Crockett. Durante le riprese del film, i paparazzi cominciarono a seguire Farrell ovunque. Così l'assistente di produzione Angie Lee Cobbs ebbe l'idea far indossare all'intera troupe delle magliette con la scritta "Leave Colin Alone". Il progetto ottenne tanto successo da diventare una vera e propria linea di abbigliamento "anti paparazzi" in difesa delle star Brad Pitt, Angelina Jolie, Reese Witherspoon, George Clooney, David Beckham, Victoria Adams e Naomi Watts. Viene in seguito contattato per interpretare uno dei sei protagonisti del film Io non sono qui, ma rinuncia alla parte, che sarà invece affidata all'australiano Heath Ledger.

Nel 2006 è protagonista, insieme a Salma Hayek, del film Chiedi alla polvere, storia d'amore tratta dall'omonimo romanzo di John Fante: in questa pellicola Farrell interpreta il giovane scrittore Arturo Bandini (alter ego dello stesso Fante), che vive un'intensa storia d'amore con una cameriera messicana, Camilla Lopez (interpretata appunto da Salma Hayek). Nel 2007 recita a fianco di Ewan McGregor nel film di Woody Allen Sogni e delitti, mentre l'anno successivo viene scelto dal regista Martin McDonagh come protagonista del film In Bruges - La coscienza dell'assassino, ruolo che gli garantisce un Golden Globe come miglior attore protagonista. La pellicola ottiene un notevole successo di critica e pubblico e viene scelta per aprire il Sundance Film Festival del 2008. Nello stesso periodo, l'attore partecipa in veste di narratore alla realizzazione del documentario Kicking It, che segue le vite di sei senzatetto provenienti da diversi paesi, impegnati nel tentativo di qualificarsi alla Homeless World Cup.

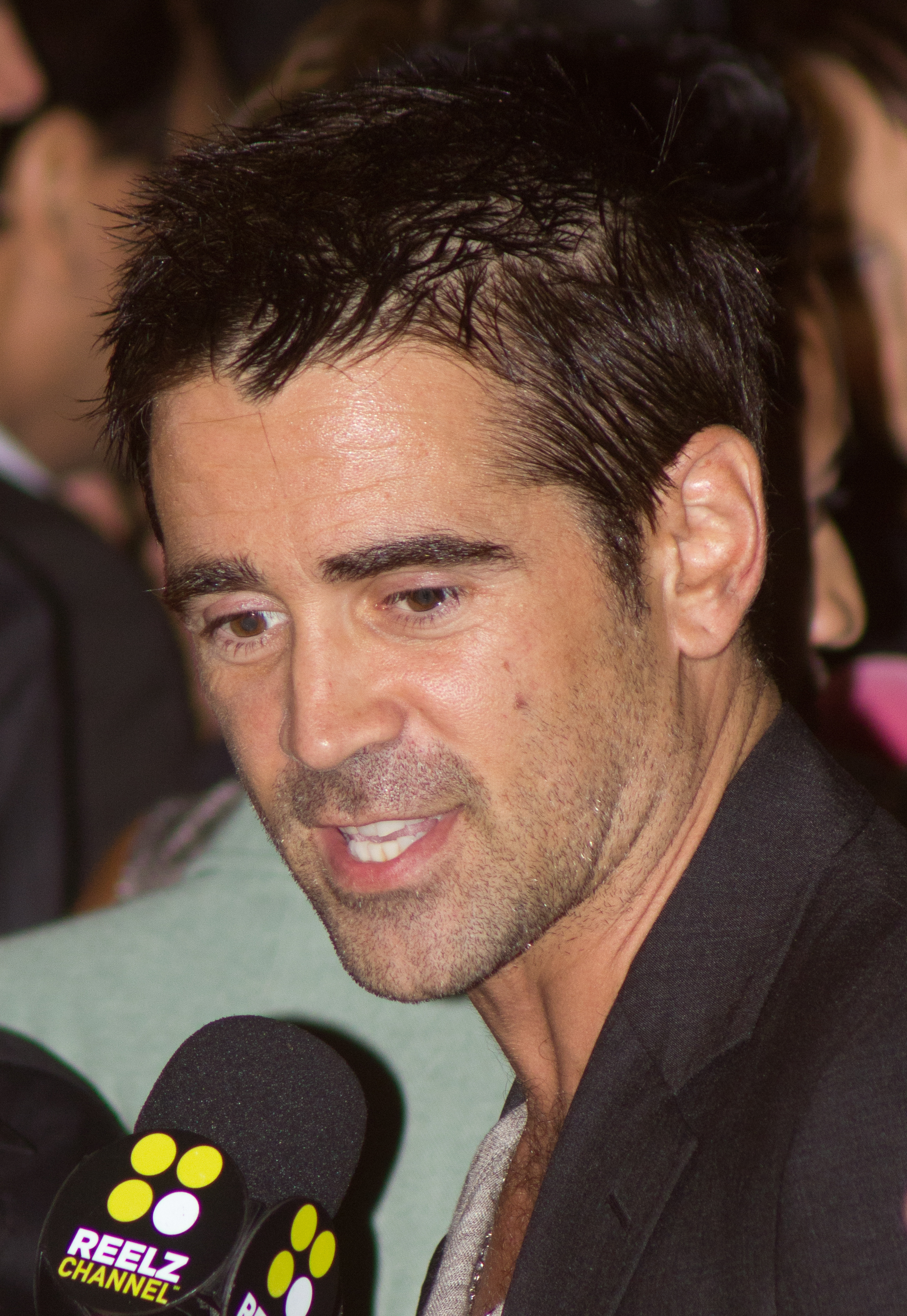
Colin Farrell al Toronto Film Festival nel 2012.

Sempre nel 2008, esce nelle sale il film Pride and Glory - Il prezzo dell'onore, nel quale recita al fianco di Edward Norton nelle vesti di un poliziotto corrotto. La pellicola viene presentata al Toronto International Film Festival e al Festival internazionale del film di Roma. Viene inoltre contattato insieme all'attrice Charlize Theron per partecipare alla pellicola The Hurt Locker, ma entrambi gli attori vengono rimpiazzati, dal momento che il budget a disposizione si rivela insufficiente a coprire le spese per le due star. Dopo la prematura morte dell'attore australiano Heath Ledger, Colin Farrell è stato uno dei tre attori, insieme a Johnny Depp e Jude Law, a essere stato ingaggiato dal regista Terry Gilliam per portare a termine il film Parnassus - L'uomo che voleva ingannare il diavolo, presentato in anteprima al Festival di Cannes del 2009. Al termine delle riprese Farrell, Jude Law e Johnny Depp hanno deciso di donare il proprio cachet per il film alla figlia di Heath Ledger, Matilda.
Nello stesso anno, dopo aver lavorato in Triage, insieme a Paz Vega, Farrell ha partecipato alle riprese di Crazy Heart, accanto al protagonista Jeff Bridges, in cui Farrell esibisce le sue doti canore cantando tre delle sedici canzoni che compongono la colonna sonora del film. Sempre nel 2009 il regista Neil Jordan l'ha voluto in Ondine - Il segreto del mare, accanto ad Alicja Bachleda, madre dell'ultimo figlio di Farrell. Durante il 2009 e il 2010 ha lavorato in due film: The Way Back di Peter Weir e London Boulevard di William Monahan, accanto a Keira Knightley.
Nel 2011 l'attore recita nella commedia del regista Seth Gordon Come ammazzare il capo... e vivere felici, accanto agli attori Jennifer Aniston, Kevin Spacey e Jason Bateman, dove interpreta uno dei tre tirannici datori di lavoro che rendono impossibile la vita ai loro impiegati. Nello stesso anno è il protagonista della pellicola Fright Night - Il vampiro della porta accanto, targata Dreamworks e diretta da Craig Gillespie, remake del film di Tom Holland Ammazzavampiri. Farrell interpreta il ruolo di Jerry, un bellissimo e apparentemente giovane vampiro che si trasferisce vicino allo studente Charlie (Anton Yelchin). Nel cast anche David Tennant e Toni Collette. Infine, nell'estate 2011 Farrell è a Toronto per prendere parte alle riprese del remake del film Atto di forza, diretto da Len Wiseman con il titolo Total Recall - Atto di forza. Nella pellicola, Farrell interpreta il ruolo che fu di Arnold Schwarzenegger.

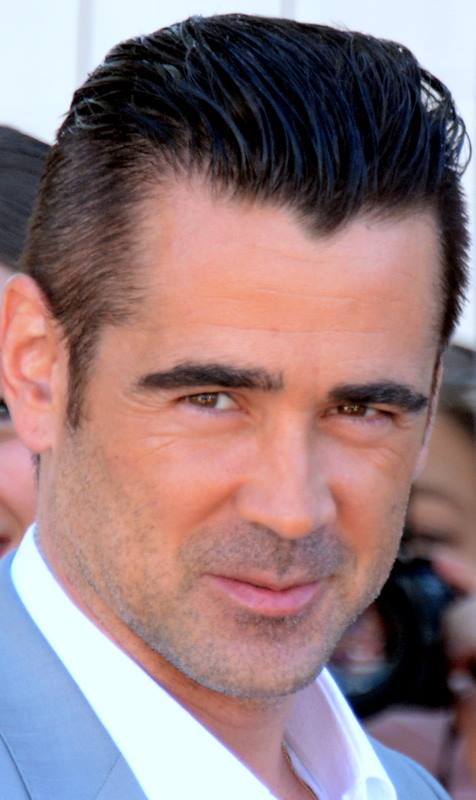
Colin Farrell al Festival di Cannes nel 2015

Nel 2012 Farrell partecipa a numerosi progetti: collabora nuovamente con il regista Martin McDonagh nel film 7 psicopatici, insieme agli attori Sam Rockwell e Christopher Walken, presentato in anteprima al Toronto International Film Festival del 2012, e ottiene il ruolo di protagonista nella pellicola Dead Man Down - Il sapore della vendetta, insieme all'attrice Noomi Rapace. Inoltre, presta la sua voce come doppiatore nel film di animazione Epic - Il mondo segreto. Nell'autunno dello stesso anno partecipa alla lavorazione di Saving Mr. Banks, storia di come Walt Disney riuscì a ottenere i diritti per il film Mary Poppins dalla scrittrice P. L. Travers.
Tra la fine del 2012 e l'inizio del 2013 l'attore è impegnato sul set di Storia d'inverno, adattamento cinematografico del romanzo omonimo scritto nel 1983 da Mark Helprin, insieme agli attori Russell Crowe, Will Smith, Jennifer Connelly e Matt Bomer. Ad aprile 2013 prende parte, assieme alle colleghe Jessica Chastain e Samantha Morton al progetto della regista norvegese Liv Ullmann, Miss Julie, adattamento della tragedia La signorina Julie del drammaturgo svedese August Strindberg. Le riprese sono interamente girate a Fermanagh, in Irlanda. Nello stesso anno, Farrell viene contattato per affiancare Abbie Cornish, Anthony Hopkins e Jeffrey Dean Morgan nel thriller di Afonso Poyart Premonitions.
Nel 2015 è uno dei protagonisti della seconda stagione della serie True Detective, targata HBO. Nello stesso anno è volto e testimonial della fragranza "Intenso" di Dolce & Gabbana. Nel 2016 viene confermato il suo coinvolgimento nel film Animali fantastici e dove trovarli, il primo capitolo dell'omonima saga spin-off di Harry Potter, dove interpreta Percival Graves, sotto le cui spoglie si cela il mago oscuro europeo Gellert Grindelwald.
Nel 2017 è nel cast del film L'inganno, accanto a Nicole Kidman e Kirsten Dunst. La pellicola, diretta da Sofia Coppola, è tratta dall'omonimo romanzo di Thomas Cullinan, e narra la storia di un collegio femminile nello stato della Virginia del 1864, che durante la guerra civile viene protetto dal mondo esterno fino a quando un soldato ferito viene trovato nelle vicinanze. Farrell, lo stesso anno, è inoltre nel cast di due pellicole indipendenti: Il sacrificio del cervo sacro, diretto per la seconda volta da Yorgos Lanthimos, e End of Justice - Nessuno è innocente, affiancando Denzel Washington.
Farrell fa parte del cast dell'adattamento cinematografico dell'omonimo live-action di Dumbo - L'elefante volante, diretto da Tim Burton, uscito nelle sale il 29 marzo 2019, che ottiene il ruolo di Holt Farrier. Nel 2021 entra nel cast del film The Batman, diretto da Matt Reeves, nei panni del celebre villain Pinguino, ruolo che riprende nella miniserie spin-off di HBO dedicata al personaggio.
Nel 2022 è protagonista della pellicola Gli spiriti dell'isola, diretto da Martin McDonagh, che viene presentato in concorso alla 79ª Mostra internazionale d'arte cinematografica di Venezia. Grazie a questo ruolo si aggiudica il Golden Globe come miglior attore in un film commedia o musicale, la Coppa Volpi per la migliore interpretazione maschile, il National Board of Review Award al miglior attore, e ottiene la sua prima candidatura al Premio Oscar come miglior attore, una candidatura ai Critics' Choice Awards come miglior attore e due ai Screen Actors Guild Award come miglior attore cinematografico e miglior cast cinematografico.

## Vita privata
Nel luglio 2001 si lega all'attrice Amelia Warner. La coppia celebra un matrimonio su un'isola polinesiana e al posto della fede, Farrell si fa tatuare sull'anulare il nickname Milly. L'unione, risultata poi essere priva di alcun valore legale, termina a novembre dello stesso anno.
Nel 2003 ha il suo primo figlio, James Padraig, avuto dalla modella Kim Bordenave. Nell'ottobre del 2007, Farrell dichiara che il figlio è affetto da un raro disordine genetico chiamato sindrome di Angelman.
Nel 2005, terminate le riprese del film Miami Vice, è volontariamente entrato in un centro di riabilitazione. In un'intervista per la rivista inglese GQ, ha parlato delle cause che lo hanno indotto a disintossicarsi, tra cui l'abuso di cocaina, ecstasy e alcolici. Nel luglio del 2006, Farrell ha intentato una causa contro Nicole Narain, modella per Playboy e sua ex amante, e l'Internet Commerce Group (ICG) per la distribuzione non autorizzata di un video hard girato con la modella nel 2003.
Nell'ottobre del 2009 diventa padre di Henry Tadeusz, avuto dall'attrice polacca Alicja Bachleda. Il bambino è stato battezzato con rito cristiano a Cracovia, in Polonia. Nell'agosto del 2010 la coppia si separa.

## Impegno sociale
Nel 2003 inizia la sua collaborazione con l'organizzazione internazionale delle Special Olympics, di cui è attualmente portavoce ufficiale.
Nel 2005 Farrell si è recato in Uruguay e ha donato a una scuola locale $100,000 per l'acquisto di computer e altri articoli necessari agli studenti. La notizia e le foto del suo viaggio sono state rese pubbliche solo 2 anni dopo, nel settembre 2007.
Sempre nel 2005, per raccogliere fondi da destinare alle vittime dell'uragano Katrina, si è messo all'asta insieme all'ereditiera Paris Hilton; la donna che ha vinto l'appuntamento con lui ha speso ben 20,000 $. Farrell ha contribuito personalmente alla raccolta fondi partecipando all'asta di un ritratto di Ray Charles, venduto alla star per il prezzo di 50,000$.
Durante il Toronto International Film Festival del 2007, è inoltre apparso sui giornali per aver aiutato un senzatetto locale, soprannominato "Stress". Dopo averlo accompagnato a comprare alcuni vestiti, l'attore gli ha donato dei soldi, convincendolo a cambiare stile di vita e abbandonare l'alcol. Lo stesso anno realizza uno spot per il Fondo delle Nazioni Unite per l'infanzia.
Nel gennaio 2010 ha partecipato insieme ad altre star al telethon Hope For Haiti, organizzato per raccogliere fondi da destinare alla popolazione di Haiti, sconvolta dal terremoto. Ad aprile dello stesso anno diventa ambasciatore della ISPCC (Irish Society for the Prevention of Cruelty to Childen) e viene coinvolto in un progetto di raccolta fondi per la DEBRA, associazione per la ricerca sull'epidermolisi bollosa. Sostiene da tempo i diritti LGBT e ha partecipato a diverse campagne contro l'omofobia. Nel maggio 2010 partecipa a un evento benefico organizzato dalla On-Q, associazione benefica no profit fondata dall'attrice Q'orianka Kilcher.
Nel dicembre 2011 riceve invece un premio durante gli American Giving Awards per il suo supporto alle varie associazioni umanitarie. Sempre nel 2011 partecipa alla campagna contro il maltrattamento dei minori organizzata dalla ISPCC.
Nel 2024 ha fondato la Colin Farrell Foundation, dedicata al figlio James, con l'obiettivo di migliorare la vita di individui e famiglie che convivono con disabilità intellettive attraverso l'educazione e la sensibilizzazione. A ottobre 2024, ha partecipato alla Maratona di Dublino a favore di Debra Ireland, un'associazione benefica, completando la corsa in poco più di quattro ore.

## Filmografia

### Attore

#### Cinema
- Frankie delle stelle (Frankie Starlight), regia di Michael Lindsay-Hogg (1995) – non accreditato
- La scomparsa di Finbar (The Disappearance of Finbar), regia di Sue Clayton (1996) – non accreditato
- Drinking Crude, regia di Owen McPolin (1997)
- Zona di guerra (The War Zone), regia di Tim Roth (1999)
- Un perfetto criminale (Ordinary Decent Criminal), regia di Thaddeus O'Sullivan (2000)
- Tigerland, regia di Joel Schumacher (2000)
- Gli ultimi fuorilegge (American Outlaws), regia di Les Mayfield (2001)
- Sotto corte marziale (Hart's War), regia di Gregory Hoblit (2002)
- Minority Report, regia di Steven Spielberg (2002)
- In linea con l'assassino (Phone Booth), regia di Joel Schumacher (2002)
- La regola del sospetto (The Recruit), regia di Roger Donaldson (2003)
- Daredevil, regia di Mark Steven Johnson (2003)
- Veronica Guerin - Il prezzo del coraggio (Veronic Guerin), regia di Joel Schumacher (2003)
- S.W.A.T. - Squadra speciale anticrimine (S.W.A.T.), regia di Clark Johnson (2003)
- Intermission, regia di John Crowley (2003)
- Una casa alla fine del mondo (A Home at the End of the World), regia di Michael Mayer (2003)
- Alexander, regia di Oliver Stone (2004)
- The New World - Il nuovo mondo (The New World), regia di Terrence Malick (2005)
- Chiedi alla polvere (Ask the Dust), regia di Robert Towne (2006)
- Miami Vice, regia di Michael Mann (2006)
- Sogni e delitti (Cassandra's Dream), regia di Woody Allen (2007)
- In Bruges - La coscienza dell'assassino (In Bruges), regia di Martin McDonagh (2008)
- Pride and Glory - Il prezzo dell'onore (Pride and Glory), regia di Gavin O'Connor (2008)
- Parnassus - L'uomo che voleva ingannare il diavolo (The Imaginarium of Doctor Parnassus), regia di Terry Gilliam (2009)
- Triage, regia di Danis Tanović (2009)
- Ondine - Il segreto del mare (Ondine), regia di Neil Jordan (2009)
- Crazy Heart, regia di Scott Cooper (2009)
- The Way Back, regia di Peter Weir (2010)
- London Boulevard, regia di William Monahan (2010)
- Fright Night - Il vampiro della porta accanto (Fright Night), regia di Craig Gillespie (2011)
- Come ammazzare il capo... e vivere felici (Horrible Bosses), regia di Seth Gordon (2011)
- Total Recall - Atto di forza (Total Recall), regia di Len Wiseman (2012)
- 7 psicopatici (Seven Psychopaths), regia di Martin McDonagh (2012)
- Dead Man Down - Il sapore della vendetta (Dead Man Down), regia di Niels Arden Oplev (2013)
- Saving Mr. Banks, regia di John Lee Hancock (2013)
- Storia d'inverno (Winter's Tale), regia di Akiva Goldsman (2014)
- Miss Julie, regia di Liv Ullmann (2014)
- The Lobster, regia di Yorgos Lanthimos (2015)
- Premonitions (Solace), regia di Afonso Poyart (2015)
- Animali fantastici e dove trovarli (Fantastic Beasts and Where to Find Them), regia di David Yates (2016)
- L'inganno (The Beguiled), regia di Sofia Coppola (2017)
- Il sacrificio del cervo sacro (The Killing of a Sacred Deer), regia di Yorgos Lanthimos (2017)
- End of Justice - Nessuno è innocente (Roman J. Israel, Esq.), regia di Dan Gilroy (2017)
- Widows - Eredità criminale (Widows), regia di Steve McQueen (2018)
- Dumbo, regia di Tim Burton (2019)
- The Gentlemen, regia di Guy Ritchie (2020)
- Artemis Fowl, regia di Kenneth Branagh (2020)
- Ava, regia di Tate Taylor (2020)
- After Yang, regia di Kogonada (2021)
- Voyagers, regia di Neil Burger (2021)
- The Batman, regia di Matt Reeves (2022)
- Tredici vite (Thirteen Lives), regia di Ron Howard (2022)
- Gli spiriti dell'isola (The Banshees of Inisherin), regia di Martin McDonagh (2022)
- A Big Bold Beautiful Journey - Un viaggio straordinario (A Big Bold Beautiful Journey), regia di Kogonada (2025)
- La ballata di un piccolo giocatore (The Ballad of a Small Player), regia di Edward Berger (2025)

#### Televisione
- Falling for a Dancer, regia di Richard Standeven – film TV (1998)
- Ballykissangel – serie TV, 18 episodi (1998-1999)
- Scrubs - Medici ai primi ferri (Scrubs) – serie TV, episodio 4x14 (2005)
- True Detective – serie TV, 8 episodi (2015)
- The North Water – serie TV, 5 episodi (2021)
- Sugar – miniserie TV (2024)
- The Penguin, regia di Craig Zobel, Helen Shaver, Kevin Bray e Jennifer Getzinger – miniserie TV (2024)

### Produttore esecutivo
- The Penguin – miniserie TV (2024)

### Doppiatore
- Kicking It, regia Susan Koch e Jeff Werner (2008)
- Epic - Il mondo segreto (Epic), regia di Chris Wedge (2013)

## Riconoscimenti
- Premio Oscar
  - 2023 – Candidatura al miglior attore per Gli spiriti dell'isola[35]
- Golden Globe[32]
  - 2009 – Miglior attore in un film commedia o musicale per In Bruges - La coscienza dell'assassino[53]
  - 2017 – Candidatura per il miglior attore in un film commedia o musicale per The Lobster[54]
  - 2023 – Miglior attore in un film commedia o musicale per Gli spiriti dell'isola
  - 2025 – Miglior attore in una miniserie, serie antologica o film TV per The Penguin[55]
- Critics' Choice Awards
  - 2023 – Candidatura per il miglior attore per Gli spiriti dell'isola[36]
  - 2025 – Miglior attore protagonista in una miniserie o film TV per The Penguin[56][57]
- Mostra Internazionale d'arte cinematografica
  - 2022 – Coppa Volpi per la migliore interpretazione maschile per Gli spiriti dell'isola[33]
- MTV Movie & TV Awards
  - 2003 – Candidatura per il miglior cattivo per Daredevil
  - 2003 – Miglior performance rivelazione "transatlantica" per In linea con l'assassino
  - 2012 – Candidatura per la miglior trasformazione su schermo per Come ammazzare il capo... e vivere felici[58]
  - 2012 – Candidatura per il miglior cattivo per Come ammazzare il capo... e vivere felici
  - 2022 – Candidatura al miglior cattivo per The Batman[59]
- National Board of Review
  - 2022 – Miglior attore per Gli spiriti dell'isola[34]
- Saturn Award
  - 2025 – Miglior attore in una serie televisiva per The Penguin[60]
- Screen Actors Guild Award
  - 2023 – Candidatura per il miglior attore cinematografico per Gli spiriti dell'isola[37]
  - 2023 – Candidatura per il miglior cast cinematografico per Gli spiriti dell'isola
  - 2025 – Migliore attore in una miniserie o film per la televisione per The Penguin
- Boston Society of Film Critics Awards
  - 2000 – Miglior attore per Tigerland
  - 2022 – Miglior attore per After Yang e Gli spiriti dell'isola
- Shanghai International Film Festival
  - 2002 – Miglior attore per Sotto corte marziale
- Teen Choice Awards
  - 2003 – Best Choice Movie Actor per Daredevil e In linea con l'assassino
  - 2003 – Best Movie Villain per Daredevil
- IFTA Awards
  - 2003 – Miglior attore in un film
  - 2010 – Miglior attore protagonista per Ondine – Il segreto del mare
- San Diego Film Critics Society Awards
  - 2010 – Miglior attore protagonista per Ondine – Il segreto del mare
  - 2022 – Miglior attore protagonista per Gli spiriti dell'isola
- London Critics Circle Film Awards
  - 2002 – Miglior attore rivelazione per Tigerland
  - 2022 – Attore dell'anno per Gli spiriti dell'isola

## Discografia
- 2003 - I Fought the Law (dalla colonna sonora di Intermission)
- 2009 - Fallin' and Flyin', insieme a Jeff Bridges (dalla colonna sonora di Crazy Heart)
- 2009 - Gone, Gone, Gone (dalla colonna sonora di Crazy Heart)
- 2009 - The Weary Kind (dalla colonna sonora di Crazy Heart)

## Doppiatori italiani
Nelle versioni in italiano dei suoi film, Colin Farrell è stato doppiato da:
- Fabio Boccanera in Minority Report, In linea con l'assassino, S.W.A.T. - Squadra speciale anticrimine, Una casa alla fine del mondo, The New World - Il nuovo mondo, Chiedi alla polvere, Miami Vice, Sogni e delitti, In Bruges - La coscienza dell'assassino, Pride and Glory - Il prezzo dell'onore, Triage, Ondine - Il segreto del mare, The Way Back, London Boulevard, 7 psicopatici, Dead Man Down - Il sapore della vendetta, Saving Mr. Banks, True Detective, Premonitions, The Lobster, L'inganno, Widows - Eredità criminale, Dumbo, The Gentlemen, Artemis Fowl, Ava, After Yang, Voyagers, The North Water, The Batman, Tredici vite, The Penguin
- Simone D'Andrea in Scrubs - Medici ai primi ferri, La regola del sospetto, Alexander, Parnassus - L'uomo che voleva ingannare il diavolo, Fright Night - Il vampiro della porta accanto, Come ammazzare il capo... e vivere felici, Total Recall - Atto di forza, Storia d'inverno, Animali fantastici e dove trovarli, Il sacrificio del cervo sacro, End of Justice - Nessuno è innocente, Gli spiriti dell'isola, Sugar
- Christian Iansante in Daredevil, Intermission, Crazy Heart, Miss Julie
- Alberto Bognanni in Falling for a Dancer
- Francesco Bulckaen in Zona di guerra
- Vittorio De Angelis in Un perfetto criminale
- Massimiliano Manfredi in Tigerland
- Giorgio Borghetti ne Gli ultimi fuorilegge
- Pietro Bontempo in Sotto corte marziale

Come doppiatore, viene sostituito da:
- Fabio Boccanera in Epic - Il mondo segreto
- Simone D'Andrea in Lego Dimensions